# Polypodium thunbergianum
Polypodium thunbergianum là một loài dương xỉ trong họ Polypodiaceae. Loài này được Kaulf. C. Chr. mô tả khoa học đầu tiên năm 1934.